# Andersonite
L'andersonite, de formule Na2Ca(UO2)(CO3)3·6H2O, ou carbonate d'uranyle de calcium et de sodium hydraté est un minéral carbonaté d'uranium rare qui a été décrit pour la première fois en 1948. Nommé d'après Charles Alfred Anderson (1902–1990) de l'Institut d'études géologiques des États-Unis, qui a été le premier à décrire l'espèce minérale, elle se trouve dans des gisements d'uranium inséré dans du grès. Elle présente un éclat vitreux élevé à nacré et est fluorescente. Les spécimens d'andersonite brillent généralement d'un jaune citron brillant à la lumière ultraviolette (ou vert avec des reflets bleus selon le gisement).

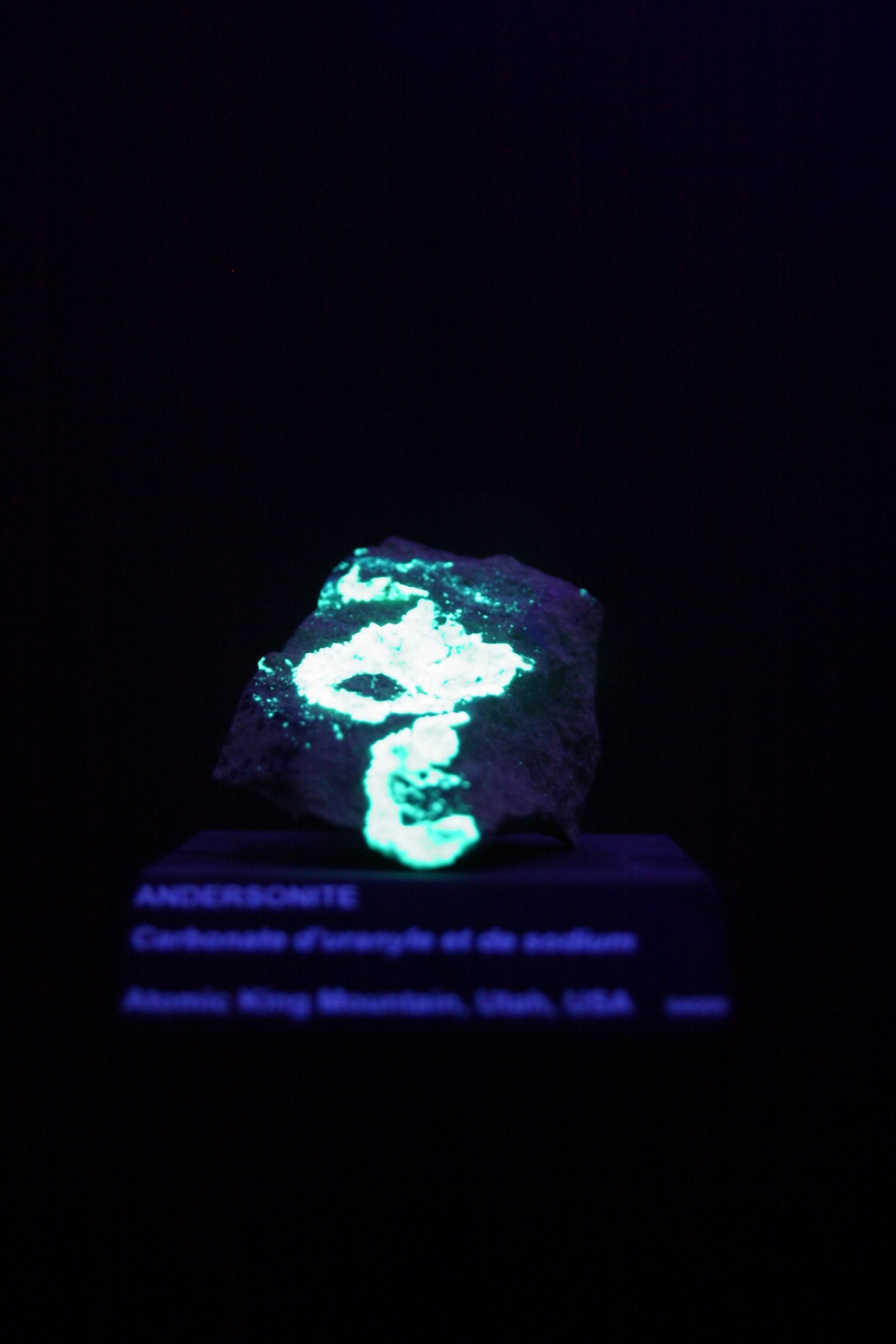
L'andersonite est luminescente (fluorescente).

On la trouve couramment sous forme de petits cristaux rhomboédriques translucides avec des angles proches de 90 degrés bien que son système cristallin soit trigonal. Sa dureté Mohs est de 2,5, avec une densité moyenne de 2,8. Son symbole IMA est Anr. Elle se forme dans la zone oxydée des gisements de minerais polymétalliques uranifères. Elle peut également se présenter sous forme de croûte efflorescente sur les murs et les charpentes des mines d'uranium. Comme ce minéral est soluble dans l'eau, les échantillons doivent en être préservés. Elle voisine la schrockingerite, la bayleyite, la swartzite, la boltwoodite, la liebigite et le gypse. 
Elle a été décrite pour la première fois en 1948 depuis une occurrence dans la mine Hillside près de Bagdad, district d'Eureka, comté de Yavapai, Arizona.